# Anodendron coriaceum
Anodendron coriaceum är en oleanderväxtart som först beskrevs av Bi., och fick sitt nu gällande namn av Friedrich Anton Wilhelm Miquel. Anodendron coriaceum ingår i släktet Anodendron och familjen oleanderväxter. Inga underarter finns listade i Catalogue of Life.